# Episodi di Love & Anarchy (prima stagione)
La prima stagione della serie televisiva Love & Anarchy, composta da 8 episodi, è stata interamente pubblicata il 4 novembre 2020 su Netflix.
| N° | Titolo originale                   | Titolo italiano                             | Pubblicazione Svezia | Pubblicazione Italia |
| -- | ---------------------------------- | ------------------------------------------- | -------------------- | -------------------- |
| 1  | Hur allt började                   | Com'è cominciato tutto                      | 4 novembre 2020      | 4 novembre 2020      |
| 2  | Överraska mig                      | Sorprendimi                                 | 4 novembre 2020      | 4 novembre 2020      |
| 3  | StreamUs                           | StreamUs                                    | 4 novembre 2020      | 4 novembre 2020      |
| 4  | Fast anställning                   | Tempo indeterminato                         | 4 novembre 2020      | 4 novembre 2020      |
| 5  | Bokmässan                          | La fiera del libro                          | 4 novembre 2020      | 4 novembre 2020      |
| 6  | Ånger                              | Rimorsi                                     | 4 novembre 2020      | 4 novembre 2020      |
| 7  | Ayahuasca                          | Ayahuasca                                   | 4 novembre 2020      | 4 novembre 2020      |
| 8  | Nuet, evigheten och åtgärdspaketet | Il presente, l'eternità e il piano d'azione | 4 novembre 2020      | 4 novembre 2020      |

## Com'è cominciato tutto
- Titolo originale: Hur allt började
- Diretto da: Lisa Langseth e Alex Haridi
- Scritto da: Lisa Langseth

### Trama
Stoccolma, 2020. Sofie Rydman è un'ambiziosa consulente aziendale madre di due figli, Isabell e Frank, e moglie frustrata di un regista pubblicitario, Johan, che da tempo la trascura spingendola a sfogare i suoi bisogni fisici masturbandosi ripetutamente nel corso della giornata. Intrapreso un nuovo lavoro presso la casa editrice Lund & Lagerstedt per rimodernarla sul piano digitale e social, la donna trova un ambiente estremamente disorganizzato, entrando immediatamente in contrasto con l'inetto direttore amministrativo Ronny, il burbero direttore editoriale tradizionalista Friedrich e soprattutto il giovane e strafottente informatico Max Järvi su cui sfoga le sue frustrazione maltrattandolo di frequente; nel frattempo Denise, la responsabile delle pubbliche relazioni, lesbica dichiarata, tenta di far pubblicare il libro della sua nuova fiamma Tove-Lee Ljungström, femminista radicale ed egocentrica che porta immediatamente scompiglio nella casa editrice scontrandosi con Claes Fritjofsson, uno dei loro autori di punta, reo di averla molestata sessualmente al liceo. 
Tutti i problemi del nuovo ambiente lavorativo sono ulteriormente complicati dal rapporto turbolento col padre Lars, fervente socialista schizofrenico che rifiuta le medicine ed ha soventi sbalzi d'umore in pubblico, spingendo Sofie a lavorare sovente fino a tardi finché, una sera, rimasta sola in ufficio, decide di alleviare la tensione masturbandosi davanti al computer, venendo a sua insaputa vista, e fotografata col cellulare, proprio da Max.
Il giorno successivo, per senso di rivalsa verso la dispotica consulente, il ragazzo decide di stuzzicarla innocentemente mostrandole lo scatto; imbarazzata e furiosa, Sofie presume si tratti di un tentativo di ricatto e domanda al ragazzo cosa voglia per cancellare la foto ma quest'ultimo le fa capire di non avere alcun interesse d'estorsione e le chiede semplicemente di offrirgli un pranzo in un fast food, cancellando con nonchalance la foto davanti ai suoi occhi e tentando di socializzare con lei. Vergognandosi della sua reazione eccessiva, per ripicca Sofie gli sequestra il cellulare sfidandolo, per riaverlo indietro, a fare "qualcosa di fuori di testa" sul lavoro; divertito, Max hackera l'account Instagram di Lund & Lagerstedt e posta la foto di una clitoride in risposta alla provocazione di Tove-Lee, che aveva condiviso la foto del pene di Claes che questi le aveva inviato anni prima come molestia, facendo successivamente credere a Denise e Friedrich che si sia trattato di un attacco terroristico operato da qualcuno per sopprimere la libertà di parola. Assistendo a tutto ciò, Sofie si eccita, restituisce a Max il telefono e gli consegna anche il suo rossetto preferito, chiedergli maliziosamente di dirle cosa fare per averlo indietro.
- Altri interpreti: Ruben Lopez (Tom Rosén), Elsa Agemalm Reiland (Isabell Rydman), Benjamin Shaps (Frank Rydman), Disa Östrand (Tove-Lee Ljungström), Ejke Blomberg (Alex Ulyanov), Lars Väringer (Lars Fagerström), Bengt C.W. Carlsson (Claes Fritjofsson), Yasmine Garbi (Elin), Nova Waldfogel (Hilda).

## Sorprendimi
- Titolo originale: Överraska mig
- Diretto da: Lisa Langseth e Alex Haridi
- Scritto da: Lisa Langseth

### Trama
Sofie resta in attesa trepidante della sfida di Max ma si ostina a cercare di non darlo troppo a vedere, dopo aver atteso invano mezza giornata sembra rassegnarsi all'idea che il ragazzo non sia interessato a continuare il loro malizioso "gioco" tuttavia, a poche ore dalla chiusura dell'ufficio, questi la sfida ad "alzare la voce con qualcuno che non sia lui". Intrigata, Sofie passa le due giornate successive alla ricerca di qualcuno da sgridare, senza successo, finendo per sbraitare contro un ciclista appena fuori dalle porte della casa editrice; dopo aver assistito alla scena Max sorride e le restituisce il rossetto dicendo di non vedere l'ora di sapere "cosa gli farà fare per riaverlo". 
Contemporaneamente a tutto ciò, Sofie scopre che la casa editrice ha anticipato 2000 kr a Lena Endre per la stesura di un romanzo su Ingmar Bergman da pubblicare per il centenario della nascita del regista, tuttavia il manoscritto non soddisfa le aspettative motivo per il quale convocano l'attrice, la quale rimane indignata dopo che Friedrich fa un'illazione in merito ad una sua presunta relazione con Bergman e Sofie la critica per l'enorme anticipo richiesto, lasciando la casa editrice furibonda e costringendo il personale a scusarsi pubblicamente accettando di pubblicare il suo libro senza alcuna modifica.
Sentendosi in colpa, Sofie cerca di ignorare l'impulso a proseguire il suo flirt col ragazzo ma, quella sera stessa, dopo aver passato l'ennesima serata piatta e insoddisfacente coi colleghi di Johan, manda a Max un SMS sfidandolo a "creare un po' d'anarchia" alla riunione del giorno seguente, per tutta risposta il ragazzo invita gli operai addetti ai lavori di riparazione della strada di fronte all'ufficio al rinfresco aziendale preparato dalla Lund & Lagerstedt per dopo l'incontro organizzativo, spacciando l'iniziativa per un "caffè culturale".
- Altri interpreti: Ruben Lopez (Tom Rosén), Elsa Agemalm Reiland (Isabell Rydman), Benjamin Shaps (Frank Rydman), Ejke Blomberg (Alex Ulyanov), Ludde Hagberg (Nille), Yasmine Garbi (Elin), Akar Karami (Simon Karlsten), Lena Endre (sé stessa).

## StreamUs
- Titolo originale: StreamUs
- Diretto da: Lisa Langseth e Alex Haridi
- Scritto da: Lisa Langseth

### Trama
La Lund & Lagerstedt si appresta a celebrare l'uscita dell'adattamento cinematografico ad opera del servizio streaming on demand StreamUs de "Il treno", romanzo vincitore del Premio August, del Premio letterario del Consiglio nordico e best seller di oltre centomila copie vendute, scritto da Gertrud Hausberg, scoperta letteraria e vecchia amica di Friedrich, il quale tuttavia, insofferente nei confronti della cinematografia e del servizio in streaming, decide di non visionare l'anteprima del film volta all'approvazione del montaggio finale assegnando tale compito alla sprovveduta receptionist della casa editrice, Caroline, che si dice entusiasta portando l'uomo a mettere la sua firma approvandolo alla cieca, salvo poi scoprire dalla descrizione della ragazza che StreamUs ha cambiato il finale stravolgendo il senso del libro.
Nel frattempo Sofie scopre che Ronny sta per vendere la casa editrice a un'altra società e sarà dunque lontano tutta la giornata con la scusa di una vacanza, ragione per la quale decide di sfidare Max a comportarsi come se fosse lui il capo per tutta la giornata, compito che il ragazzo esegue con gioia arrivando addirittura a seguire Friedrich e Sofie al loro incontro con Michelle Krauss, responsabile di StreamUs per i paesi nordici e baltici, che rifiuta di accogliere le lamentele del direttore editoriale in merito al finale modificato in quanto egli stesso ha ormai approvato per iscritto il montaggio finale del film. In seguito, sfruttando la sua "posizione" Max sottopone Sofie a un questionario per farle domande personali e conoscerla meglio, venendo a sapere del suo colore e delle sue caramelle preferite, nonché della sua passione per Cyndi Lauper, cosa che lo spinge a sfidarla a vestirsi come la cantante il giorno successivo.
Quella sera, nel vano tentativo di sopprimere la crescente attrazione per Max, Sofie fa una sorpresa al marito mandando i bambini dalla babysitter ed aspettandolo in soggiorno in lingerie, ma il rapporto sessuale con Johan si rivela nuovamente privo di coinvolgimento, motivo per il quale passa tutta la giornata successiva vestita come Cyndi Lauper e, alla festa per l'anteprima de "Il treno", scambia sorrisi e sguardi complici con Max mentre Friedrich, terrorizzato all'idea di deludere Gertrud, ha un mancamento e viene portato in ospedale; l'autrice rivela però di essere consapevole della scarsa qualità dell'adattamento, ma di aver accettato per via del denaro offertole poiché, ormai anziana, desidera passare il tempo rimastole in una casa confortevole anziché nel suo cottage di montagna.
Il giorno seguente Ronny rivela a Sofie che la vendita è andata a buon fine e la società acquirente altri non è che StreamUs.
- Altri interpreti: Ruben Lopez (Tom Rosén), Lars Väringer (Lars Fagerström), Lisette Pagler (Michelle Krauss), Karin Bertling (Gertrud Hausberg), Mira Eklund (Nellie Johansson).

## Tempo indeterminato
- Titolo originale: Fast anställning
- Diretto da: Lisa Langseth e Alex Haridi
- Scritto da: Lisa Langseth

### Trama
Stressato e ansioso a causa dell'acquisizione da parte di StreamUs, Ronny chiede a Sofie di annunciare lei tale notizia alla riunione del venerdì successivo, accettando inoltre di far partire il blocco delle assunzioni precedentemente proposto dalla donna proprio da quel giorno; sapendo ciò, Sofie sfida Max a farsi assumere a tempo indeterminato entro la suddetta data. Il ragazzo tenta di tutto per impressionare il direttore amministrativo, arrivando perfino a comprarsi un completo nuovo, senza però ottenere risultati; nel frattempo Denise prosegue la sua relazione con Tove-Lee, che la comanda a bacchetta imponendole perfino il tipo di parole da usare nel parlato per non essere "troppo patriarcale". Per aiutare l'amico ad ottenere il posto fisso, Alex, il coinquilino di Max, avvicina Ronny fingendosi un rapinatore e tenta di intimorirlo venendo tuttavia subito scoperto. Ronny, pur non apprezzando i metodi insistenti di Max - ed in particolare l'intervento di Alex - rimane piacevolmente colpito dalla tenacia del giovane e decide dunque di concedergli l'agoniata assunzione; Sofie si congratula immediatamente con Max che, in preda all'eccitazione del momento, la bacia.
Turbata ma allo stesso tempo deliziata dall'evento, la donna fugge via per recarsi ai colloqui genitori-insegnati nel liceo della figlia, che scopre avere problemi d'integrazione. L'indomani, Max sfida Sofie a camminare all'indietro per tutta la giornata, compito che esegue con dedizione perfino durante la riunione e a cena con degli amici in casa propria, venendo aspramente criticata dal marito che, tuttavia, essa decide di ignorare in segno di sdegno nei confronti del suo costante cinismo.
- Altri interpreti: Elsa Agemalm Reiland (Isabell Rydman), Disa Östrand (Tove-Lee Ljungström), Ejke Blomberg (Alex Ulyanov), Ludde Hagberg (Nille), Yasmine Garbi (Elin), Lars Väringer (Lars Fagerström), Lisette Pagler (Michelle Krauss), Malin Levanon (Pernilla).

## La fiera del libro
- Titolo originale: Bokmässan
- Diretto da: Lisa Langseth e Alex Haridi
- Scritto da: Lisa Langseth

### Trama
Mandati a Göteborg per l'annuale fiera del libro assieme al resto della redazione, Sofie e Max scoprono di essere in stanza l'uno di fronte all'altra, cosa che rende loro difficile resistere alla tentazione di portare il loro flirt sul piano fisico. Il primo giorno, Sofie sfida Max a fare "qualcosa che attiri l'attenzione di tutta la fiera", motivo per il quale egli toglie la corrente a tutti i padiglioni facendoli brevemente precipitare nel panico. Quella sera, durante la cena con gli editori, Max sfida Sofie a fingersi un'autrice e presentare un libro alle sorelle Eva e Jessika Gedin, dandole così l'opportunità di parlare a qualcuno di "Amore e anarchia", il romanzo che iniziò a scrivere da ragazza ma che tenne sempre per sé e a riguardo del quale, successivamente, si apre anche col giovane. Il giorno dopo, durante il pranzo tra lo staff della Lund & Lagerstedt e i suoi autori, Sofie sfida Max a fare qualcosa che "dia una scossa all'evento", per tanto egli corregge il dessert con della marijuana; in preda agli effetti della sostanza stupefacente Friedrich e Denise esternano apertamente il vicendevole disgusto per i metodi di StreamUs e di Tove-Lee, alienandosi sia la suddetta che l'intera platea e portando alla sospensione immediata dell'evento. Caroline, a sua volta in preda all'erba, tenta senza successo di sedurre Max, che invece la accompagna nella sua stanza mettendola a dormire, mentre Denise resta a vomitare in un bagno e Friedrich, dopo essere stato riportato nella sua camera per riprendersi, esce per recarsi ad un bar scoprendo che le sue affermazioni sono diventate trending topic su Twitter. Esausti per via della burrascosa giornata, Max e Sofie decidono di farsi una nuotata nella piscina dell'albergo, dove Sofie decide di lasciarsi andare completamente e sfilarsi il costume per poi correre nuda inseguita dal bagnino, portare Max nella sua stanza e consumare finalmente la loro crescente attrazione con un intenso rapporto sessuale.
- Altri interpreti: Ruben Lopez (Tom Rosén), Disa Östrand (Tove-Lee Ljungström), Lisette Pagler (Michelle Krauss), Mira Eklund (Nellie Johansson), Bengt C.W. Carlsson (Claes Fritjofsson), Nova Waldfogel (Hilda), David Lagercrantz (sé stesso), Eva Gedin (sé stessa), Karolina Ramqvist (sé stessa), Jessika Gedin (sé stessa), Stefan Lindberg (sé stesso).

## Rimorsi
- Titolo originale: Ånger
- Diretto da: Lisa Langseth e Alex Haridi
- Scritto da: Lisa Langseth

### Trama
Dopo lo scandalo della fiera del libro Michelle Krauss, CEO di StreamUs, concede alla Lund & Lagerstedt tre settimane di tempo per trovare un libro che riesca a risollevarli, pena il recesso dall'acquisizione. Terrorizzato Ronny, pur di distogliere l'attenzione scandalistica dalla casa editrice, tradisce la fiducia di Stefan Lindberg rivelando alla sua ex-moglie che è lei il soggetto del suo ultimo romanzo denigratorio; contemporaneamente Friedrich, sentendosi responsabile di quanto accaduto, sprofonda nella depressione e trova conforto nella vecchia amica Denise, che gli consiglia di provare l'ayahuasca per guardare la sua vita da un'altra prospettiva.
Nel frattempo Sofie, sentendosi in colpa per aver tradito il marito, tenta di evitare Max ribadendogli l'assurdità della loro relazione ma, dopo che questi si presenta a casa sua, i due condividono nuovamente un momento intimo interrotto dall'arrivo di Johan; per giustificare la sua presenza, Max si passa dunque per il tecnico della lavastoviglie e, successivamente, sentendosi umiliato dopo averla vista baciare il suo "rivale", si allontana in lacrime iniziando a sua volta ad ignorare le chiamate della donna.
Nel pomeriggio, durante la festa per il dodicesimo compleanno di Isabell, Lars si presenta senza invito e fa una sfuriata contro il capitalismo di fronte ai bambini venendo perciò bruscamente allontanato dalla sconvolta figlia. Il giorno successivo, Sofie e Max si riappacificano scambiandosi un bacio nel bel mezzo dell'ufficio e venendo quasi visti da Caroline, dopodiché si recano entrambi a casa del ragazzo, dove fanno nuovamente l'amore e hanno modo di scoprire di più sulle reciproche vite ed interessi.
La sera, Sofie riceve una chiamata dalla polizia e scopre che il padre è stato ricoverato in un reparto psichiatrico.
- Altri interpreti: Elsa Agemalm Reiland (Isabell Rydman), Ejke Blomberg (Alex Ulyanov), Ludde Hagberg (Nille), Yasmine Garbi (Elin), Lars Väringer (Lars Fagerström), Nova Waldfogel (Hilda), Lisette Pagler (Michelle Krauss), Stefan Lindberg (sé stesso).

## Ayahuasca
- Titolo originale: Ayahuasca
- Diretto da: Lisa Langseth e Alex Haridi
- Scritto da: Lisa Langseth

### Trama
Lars viene ricoverato a causa delle sue molteplici psicosi e Johan proibisce categoricamente ai figli di fargli visita, cosa che accentua le tensioni con Sofie e Max, volendo esserle di supporto, si offre di restare al suo fianco nel fine settimana; la donna però lo sfida ad andare dalla sua famiglia a Hälsingland per il cinquantesimo compleanno del patrigno Göran incitandolo ad affrontare sua madre Pernilla, con cui ha un rapporto particolarmente complicato. Il ragazzo accetta la sfida e fa ritorno alla città natia, dove si ricongiunge con gioia ai fratellini Hampus e Pontus, ma ha invece una brusca accoglienza dal resto dei familiari, in particolare la madre, che critica le sue scelte di vita e lavorative, nonché il fatto abbia una relazione con una donna più grande. Esasperato, il ragazzo decide di smettere di subire e, in segno di ripicca, si presenta completamente nudo alla foto di famiglia per poi fare ritorno a Stoccolma di fronte agli allibiti parenti. Pesantemente criticata dal marito sul suo equilibrio psichico e sui suoi metodi educativi, Sofie decide intanto di portare Isabell a far visita a Lars contravvenendo ai divieti di Johan. Contemporaneamente a tutto ciò, Friedrich si sottopone al rito dell'ayahuasca e ha una serie di visioni a seguito delle quali realizza di non aver svenduto sé stesso e il suo amore per la letteratura negli ultimi mesi ma al contrario di averlo fatto tempo fa anteponendovi la propria reputazione e il prestigio; fatto rientro alla Lund & Lagerstedt a notte fonda, l'uomo trova Caroline, intenta a lavorare a notte fonda, e si scusa per averla sempre trattata freddamente promettendo che non succederà più e rassicurandola sulla qualità del suo lavoro.
- Altri interpreti: Elsa Agemalm Reiland (Isabell Rydman), Benjamin Shaps (Frank Rydman), Lars Väringer (Lars Fagerström), Malin Levanon (Pernilla Järvi), Fredrik Hammar (Göran), Olle Knape (Hampus Järvi), Oskar Knape (Pontus Järvi), Angela Kovacs (Alissa), Linda Palmcrantz (Mirja), Karin Bertling (Gertrud Hausberg), Bengt C.W. Carlsson (Claes Fritjofsson).

## Il presente, l'eternità e il piano d'azione
- Titolo originale: Nuet, evigheten och åtgärdspaketet
- Diretto da: Lisa Langseth e Alex Haridi
- Scritto da: Lisa Langseth

### Trama
Sofie affronta l'ira di Johan, il quale la accusa di star perdendo la ragione esattamente come accaduto a suo padre quand'era piccola; sconvolta all'idea che i suoi figli abbiano un'infanzia simile alla sua e di venire ricoverata in un pronto soccorso psichiatrico come il padre, la donna si chiude in sé stessa ripromettendosi di iniziare a seguire pedissequamente l normative sociali, motivo per il quale decide di appoggiare la proposta del marito di trasferirsi per almeno un paio d'anni a Londra e lascia in anticipo il suo lavoro alla Lund & Lagerstedt affidando l'incarico della presentazione finale alla StreamUs a Friedrich e Denise. Max, fatto ritorno a Stoccolma apprende della notizia, tenta di convincere la donna a tornare sui suoi passi e ha un violento litigio con lei sul tetto della redazione nel quale essa scaraventa il rossetto dal tetto e descrive quello che c'è stato tra di loro come niente più che "un gioco da bambini". Sconvolto, il giovane ha un attacco di panico e scoppia in lacrime al centro dell'ufficio; la giornata successiva Sofie ha un colloquio a cuore aperto col padre il quale la rincuora sul fatto che essa non sia e non sarà mai né come lui né come nessun altro descrivendola come "una foresta di ribellione". Caroline riceve intanto un manoscritto da un'aspirante scrittrice di nome Nellie rimanendone folgorata e tentando per due giorni consecutivi di farlo leggere ai colleghi, senza successo.
Dopo aver passato un pomeriggio alla spa col marito e i suoi amici, Sofie realizza di star sopprimendo sé stessa e chiarisce di non volerlo più assecondare, per poi abbandonarlo nella vasca di fronte agli amici, uscire dalla struttura con indosso soltanto l'accappatoio e presentarsi così alla Lund & Lagerstedt durante la presentazione con StreamUs facendo saltare l'acquisizione; evento a seguito del quale Friedrich e Denise - per nulla dispiaciuti - leggono a loro volta il manoscritto di Nellie riconoscendone il potenziale. Max, raggiunge intanto Sofie sul tetto chiedendole cosa sarebbe successo adesso, domanda alla quale essa sorride rispondendo di non averne idea.
- Altri interpreti: Ruben Lopez (Tom Rosén), Elsa Agemalm Reiland (Isabell Rydman), Benjamin Shaps (Frank Rydman), Ejke Blomberg (Alex Ulyanov), Ludde Hagberg (Nille), Yasmine Garbi (Elin), Lars Väringer (Lars Fagerström), Lisette Pagler (Michelle Krauss), Mira Eklund (Nellie Johansson).